# Cynoglossus itinus
Cynoglossus itinus är en fiskart som först beskrevs av Snyder, 1909.  Cynoglossus itinus ingår i släktet Cynoglossus och familjen Cynoglossidae. Inga underarter finns listade i Catalogue of Life.